# Franz Joseph Antony
Pour les articles homonymes, voir Antony (homonymie).
Franz Joseph Antony (né le 1er février 1790 à Münster où il est mort le 7 janvier 1837) est un compositeur prussien de musique sacrée.

## Biographie
Il reçoit les saint sacrements en 1819 et devient chef de chœur à la cathédrale Saint-Paul de Münster, succédant à son père comme organiste en 1832.

## Œuvres
Outre quelques mélodies, on lui doit quatre messes pour chœur.

### Littérature
- Archäologisch-liturgisches Gesangbuch des Gregorianischen Kirchengesanges, 1829 ;
- Geschichtliche Darstellung der Entstehung und Vervollkommnung der Orgel, 1832.